# Copa Saporta 1998-99
La Copa Saporta 1998-99, conocida hasta el año anterior como Eurocopa de la FIBA y anteriormente como Recopa de Europa de Baloncesto fue la trigésima tercera edición de esta competición organizada por la FIBA que reunía a los campeones de las ediciones de copa de los países europeos, además de los mejores clasificados de las mejores ligas del continente. Tomaron parte 48 equipos. Se proclamó campeón el equipo italiano del Benetton Treviso, que lograba así su segundo título, derrotando en la final a los españoles del Pamesa Valencia, en un partido disputado en el Pabellón Príncipe Felipe de Zaragoza.

## Fase de grupos preliminar
|  | Clasificados para semifinales |
|  | Eliminados                    |

|    | Equipo                        | PJ | Pts | G | P | PF  | PC  | Dif. |
| -- | ----------------------------- | -- | --- | - | - | --- | --- | ---- |
| 1. | Sony Milano                   | 10 | 17  | 7 | 3 | 751 | 693 | +58  |
| 2. | Kalev                         | 10 | 16  | 6 | 4 | 764 | 699 | +65  |
| 3. | Kovinotehna Savinjska Polzela | 10 | 16  | 6 | 4 | 705 | 709 | -4   |
| 4. | Estrelas da Avenida           | 10 | 15  | 5 | 5 | 730 | 737 | -7   |
| 5. | Cherno More                   | 10 | 13  | 3 | 7 | 755 | 807 | -52  |
| 6. | Atletas                       | 10 | 13  | 3 | 7 | 709 | 769 | -60  |

|    | Equipo               | PJ | Pts | G | P | PF  | PC  | Dif. |
| -- | -------------------- | -- | --- | - | - | --- | --- | ---- |
| 1. | Cholet               | 10 | 18  | 8 | 2 | 815 | 675 | +140 |
| 2. | Türk Telekom         | 10 | 17  | 8 | 2 | 815 | 722 | +93  |
| 3. | Split                | 10 | 15  | 5 | 5 | 800 | 760 | +40  |
| 4. | Slovakofarma Pezinok | 10 | 15  | 5 | 5 | 759 | 771 | -12  |
| 5. | MZT Boss Skopje      | 10 | 13  | 3 | 7 | 738 | 805 | -67  |
| 6. | Mlékárna Kunín       | 10 | 12  | 2 | 8 | 755 | 902 | -147 |

|    | Equipo          | PJ | Pts | G  | P | PF  | PC  | Dif. |
| -- | --------------- | -- | --- | -- | - | --- | --- | ---- |
| 1. | Pamesa Valencia | 10 | 20  | 10 | 0 | 805 | 678 | +117 |
| 2. | Budućnost       | 10 | 16  | 6  | 4 | 780 | 767 | +13  |
| 3. | Śląsk Wrocław   | 10 | 15  | 5  | 5 | 729 | 706 | +23  |
| 4. | ASK Brocēni     | 10 | 15  | 5  | 5 | 798 | 815 | -17  |
| 5. | Sankt Pölten    | 10 | 12  | 2  | 8 | 701 | 768 | -67  |
| 6. | Hapoel Eilat    | 10 | 12  | 2  | 8 | 771 | 850 | -79  |

|    | Equipo          | PJ | Pts | G | P | PF  | PC  | Dif. |
| -- | --------------- | -- | --- | - | - | --- | --- | ---- |
| 1. | Partizan        | 10 | 19  | 9 | 1 | 850 | 744 | +106 |
| 2. | Pivovarna Laško | 10 | 17  | 7 | 3 | 836 | 803 | +33  |
| 3. | AEK             | 10 | 17  | 7 | 3 | 757 | 695 | +62  |
| 4. | Atomerőmű       | 10 | 13  | 3 | 7 | 758 | 816 | -58  |
| 5. | Zagreb          | 10 | 13  | 3 | 7 | 701 | 780 | -79  |
| 6. | Torpan Pojat    | 10 | 11  | 1 | 9 | 737 | 791 | -54  |

|    | Equipo           | PJ | Pts | G | P | PF  | PC  | Dif. |
| -- | ---------------- | -- | --- | - | - | --- | --- | ---- |
| 1. | Tofaş            | 10 | 17  | 7 | 3 | 774 | 650 | +124 |
| 2. | Hapoel Jerusalem | 10 | 17  | 7 | 3 | 770 | 707 | +63  |
| 3. | Spirou           | 10 | 17  | 7 | 3 | 680 | 682 | -2   |
| 4. | Lietuvos rytas   | 10 | 16  | 6 | 4 | 757 | 776 | -19  |
| 5. | Marc Körmend     | 10 | 12  | 2 | 8 | 723 | 841 | -118 |
| 6. | Bosna            | 10 | 11  | 1 | 9 | 672 | 720 | -48  |

|    | Equipo                    | PJ | Pts | G | P | PF  | PC  | Dif. |
| -- | ------------------------- | -- | --- | - | - | --- | --- | ---- |
| 1. | Aris                      | 10 | 19  | 9 | 1 | 799 | 637 | +162 |
| 2. | Limoges                   | 10 | 17  | 7 | 3 | 711 | 637 | +74  |
| 3. | Telindus Racing Antwerpen | 10 | 15  | 5 | 5 | 708 | 736 | -28  |
| 4. | Trier                     | 10 | 14  | 4 | 6 | 741 | 781 | -40  |
| 5. | Planja                    | 10 | 13  | 3 | 7 | 756 | 802 | -46  |
| 6. | Feal Široki               | 10 | 12  | 2 | 8 | 653 | 775 | -122 |

|    | Equipo                    | PJ | Pts | G | P | PF  | PC  | Dif. |
| -- | ------------------------- | -- | --- | - | - | --- | --- | ---- |
| 1. | Pinturas Bruguer Badalona | 10 | 19  | 9 | 1 | 855 | 703 | +152 |
| 2. | Ratiopharm Ulm            | 10 | 17  | 7 | 3 | 775 | 759 | +16  |
| 3. | Ventspils                 | 10 | 15  | 5 | 5 | 860 | 813 | +47  |
| 4. | Mazowzanka                | 10 | 14  | 4 | 6 | 751 | 783 | -32  |
| 5. | APOEL                     | 10 | 13  | 3 | 7 | 689 | 736 | -47  |
| 6. | Spartak Saint Petersburg  | 10 | 12  | 2 | 8 | 770 | 906 | -136 |

|    | Equipo               | PJ | Pts | G  | P | PF  | PC  | Dif. |
| -- | -------------------- | -- | --- | -- | - | --- | --- | ---- |
| 1. | Benetton Treviso     | 10 | 20  | 10 | 0 | 822 | 644 | +177 |
| 2. | UNICS                | 10 | 15  | 5  | 5 | 757 | 748 | +9   |
| 3. | Ovarense Aerosoles   | 10 | 14  | 4  | 6 | 682 | 697 | -15  |
| 4. | Stahlbau Oberwart    | 10 | 14  | 4  | 6 | 691 | 748 | -57  |
| 5. | Hans Verkerk Keukens | 10 | 14  | 4  | 6 | 593 | 639 | -46  |
| 6. | BIPA-Moda            | 10 | 12  | 3  | 7 | 655 | 724 | -69  |

## Dieciseisavos de final
| Equipo 1                      | Agr.    | Equipo 2                  | Ida   | Vuelta |
| ----------------------------- | ------- | ------------------------- | ----- | ------ |
| Slovakofarma Pezinok          | 161-152 | Sony Milano               | 89–77 | 72–75  |
| Split                         | 152-139 | Kalev                     | 83–77 | 69–62  |
| Kovinotehna Savinjska Polzela | 123–141 | Türk Telekom              | 70–64 | 53–77  |
| Estrelas da Avenida           | 114–159 | Cholet                    | 59–75 | 55–84  |
| Atomerőmű                     | 133–153 | Pamesa Valencia           | 70–71 | 63–82  |
| AEK                           | 129–135 | Budućnost                 | 66–61 | 63–74  |
| Śląsk Wrocław                 | 149–153 | Pivovarna Laško           | 81–82 | 68–71  |
| ASK Brocēni                   | 173–184 | Partizan                  | 84–97 | 89–87  |
| Trier                         | 140–172 | Tofaş                     | 70–92 | 70–80  |
| Racing Antwerpen              | 133–158 | Hapoel Jerusalem          | 67–64 | 66–94  |
| Spirou Charleroi              | 136–130 | Limoges                   | 60–61 | 76–69  |
| Lietuvos Rytas                | 149–161 | Aris                      | 77–76 | 72–85  |
| Stahlbau Oberwart             | 130–187 | Pinturas Bruguer Badalona | 66-92 | 64–95  |
| Ovarense Aerosoles            | 129–141 | Ratiopharm Ulm            | 66–62 | 63–79  |
| Ventspils                     | 167–147 | UNICS                     | 88–73 | 79–74  |
| Mazowzanka                    | 130–145 | Benetton Treviso          | 70–62 | 60–83  |

## Octavos de final
| Equipo 1         | Agr.    | Equipo 2                  | Ida   | Vuelta |
| ---------------- | ------- | ------------------------- | ----- | ------ |
| Budućnost        | 171-149 | Slovakofarma Pezinok      | 86–68 | 85–81  |
| Pivovarna Laško  | 159–154 | Cholet                    | 77–68 | 82–86  |
| Split            | 151-163 | Pamesa Valencia           | 76–79 | 75–84  |
| Türk Telekom     | 113–161 | Partizan                  | 70–85 | 43–76  |
| Ratiopharm Ulm   | 135–153 | Tofaş                     | 65–74 | 70–79  |
| Ventspils        | 137–144 | Aris                      | 73–65 | 64–79  |
| Hapoel Jerusalem | 155–166 | Pinturas Bruguer Badalona | 81-73 | 74–93  |
| Spirou Charleroi | 130–145 | Benetton Treviso          | 66–70 | 61–75  |

## Cuartos de final
| Equipo 1         | Agr.    | Equipo 2                  | Ida   | Vuelta |
| ---------------- | ------- | ------------------------- | ----- | ------ |
| Budućnost        | 149-129 | Tofaş                     | 67–65 | 82–64  |
| Aris             | 158–144 | Pivovarna Laško           | 95–72 | 63–72  |
| Pamesa Valencia  | 123–119 | Pinturas Bruguer Badalona | 57-50 | 66–69  |
| Benetton Treviso | 163–150 | Partizan                  | 90–77 | 73–73  |

## Semifinales
| Equipo 1         | Agr.    | Equipo 2  | Ida   | Vuelta |
| ---------------- | ------- | --------- | ----- | ------ |
| Benetton Treviso | 96–60   | Budućnost | 76–60 | 20–0*  |
| Pamesa Valencia  | 128–114 | Aris      | 70-64 | 58–50  |

*El partido de vuelta estaba programado en Podgorica, pero fue cancelado debido a la situación de guerra en Yugoslavia. Aunque la FIBA aceptó una sede neutral (Salónica, Grecia) para disputar el partido, los jugadores yugoslavos no pudieron salir del país debido al conflicto armado, por lo que la FIBA canceló definitivamente el partido y dio como ganador con un marcador de 20-0 al Benetton Treviso.

## Final
13 de abril, Pabellón Príncipe Felipe, Zaragoza
| Equipo 1         | Resultado | Equipo 2        |
| ---------------- | --------- | --------------- |
| Benetton Treviso | 64–60     | Pamesa Valencia |

| 13 de abril de 1999 | Benetton Treviso                                                     | 64–60        | Pamesa Valencia                                                 | |  |
|                     | Marcador por tiempos: 38-27, 26-33                                   |              |                                                                 | |  |
|                     | Estadísticas Henry Williams, 18 Marcelo Nicola, 9 Riccardo Pittis, 4 | Pts Reb Asts | Estadísticas Rod Sellers, 17 Rod Sellers, 10 Bernard Hopkins, 3 | Pabellón: Pabellón Príncipe Felipe, Zaragoza Asistencia: 8.500 espectadores Árbitros: Romualdas Brazauskas (LIT), Bruno Gasperin (FRA) |  |

| Campeón de la Copa Saporta 1998–1999 |
| ------------------------------------ |
| Benetton Treviso 2º título           |